# آلوارزسور
آلوارزسور(نام علمی: Alvarezsaurus) نام یک گونه از تیره آلوارزخزندگان است. آلوارزسور کوچکترین دایناسور آمریکای جنوبی است. دردوران کرتاسه حدود ۸۳تا۸۶میلیون سال پیش در آرژانتین می‌زیست. آلوارزسور دایناسوری
پردار بود.